# سردار ارتاچ
سردار اورتاچ (به ترکی استانبولی: Serdar Ortaç) (زادهٔ ۱۶ فوریه (شوبات) ۱۹۷۰ در استانبول) خوانندهٔ پاپ، نوازنده، آهنگساز و تهیه‌کنندهٔ برنامه اهل ترکیه است.
سردار ارتاچ در تاریخ ۱۶ فوریه (۲۷ بهمن) در استانبول به دنیا آمد
دبستان را در کوکاموستفاپاشا و راهنمایی را در سودیه درس خواند و در دبیرستان Meslek دوره متوسطه را نیز با موفقیت به اتمام رسانید در دانشگاه Bilkent در آنکارا در رشته زبان و ادبیات آمریکایی قبول شد و به تحصیلش در این رشته ادامه داد اما در ۲۰ سالگی درسش را نیمه کاره رها کرد و به عنوان DJ در رادیوها و کلوب‌ها به فعالیت مشغول شد.
اولین فعالیت او در رادیو در Istanbul FM 106 بود. یک سال در این رادیو در وظایف مختلف از جمله تهیه‌کننده برنامه‌هادی برخوردار بود یک تهیه‌کننده که برنامه‌های سردار را با ذوق و اشتیاق دنبال می‌کرد از او در خواست امضای قراردادی با شرکت raks muzik را کرد. به این طریق سردار توانست اشعاری را که تا ان زمان نوشته بود را با صدای خود اجرا کند
در سال ۱۹۹۴ اولین آلبوم خود را با عنوان AŞK İÇİN به دنیای موسیقی عرضه کرد. به همراه آهنگ karabiberim کلیب فوق‌العاده‌ای به بازار عرضه کرد. این آلبوم یک میلیون فروش داشت که این خبر در بر دارنده یک موضوع بود و ان این که سردار اورتاچ یک نام فراموش شدنی نیست
در سال ۱۹۹۶ دومین البومش را با نام Yaz Yağmuru حاضر کرد
بعد از ان سردار اورتاچ برای مدتی به مکزیک رفت در آنجا آلبوم Loco Para Amar (دیوانه عشق) رابه زبان Spanish ضبط و ارایه داد لازم است ذکر شود که وی در این آلبوم بیشتر ترانه‌های آلبوم قبلیش را به اسپانیایی ترجمه و اجرا کرد. این آلبوم در مکزیک با موفقیت زیادی روبرو شد و تبدیل به یک کار ماندگار شد
در سال ۱۹۹۸ سومین آلبومش مانند صاعقه‌ای فرو جهید این آلبوم به زبان ترکی و به نام Gecelerin Adamı بود. آهنگ‌های این آلبوم یکی بعد از دیگری در صدر جدول بهترین‌ها قرار گرفتند.
چهارمین فعالیتش BILSEM KI در سال ۱۹۹۹ مانند یک بمب بود و در کنار بهترین‌ها جا گرفت در این آلبوم هیچ چیز نبود که وجود نداشته باشد BILSEMKI یک آهنگ آرام و زیبا. ASRIN HATASI آهنگی که در سال بیشترین شنونده را داشت و در هفته اول فروش ۵۰۰ میلیون لیره ترک را دربرداشت و SENINKI هم یک کلیپ عالی بود که همه این موارد باعث می‌شود این آلبوم نیز یک آلبوم به یاد ماندنی باقی بماند.
در همان زمان بود که سردار نام خود را به عنوان یک شاعر و آهنگساز عالی و یک هنرمند ماندنی و استوار در میان سایر هنرمندان ثبت کرد و لقب کارخانه موزیک و شعر (BESTE FABRİKATÖRÜ) را بر خود دربر گرفت و او قدر تمام این موفقیت‌ها را می‌دانست و در هر دوره شعرها و آهنگ‌های جدید می‌نوشت و می‌ساخت بدون اینکه به اخبار منتشر شده در مورد خودش اهمیتی بدهد در این مسیر با سرعت به راه خود می‌داد. سردار اورتاچ در طول سه سال که آلبومی به بازار عرضه نکرده بود آهنگ‌هایی می‌نوشت و به خواننده‌های مختلف می‌داد تا به این طریق نیز نام خود را جاودان کند. انگار دیگر نمی‌شد نام او را فراموش کرد، انسان‌ها در هر کجا که بودند، کارهای او را گوش می‌دادند.
در سال ۲۰۰۱ سردار اورتاچ آلبوم "SAHİBİNİN SESİ" را ارائه داد. سردار اورتاچ دراین آلبوم تعدادی از آثارش را که توسط خوانندگان دیگر در گذشته اجرا شده بود و همچنین تعدادی از کارهای خود را که در آلبوم‌های پیشینش اجرا کرده بود را با تغییراتی بازخوانی و اجرا کرد.
در سال ۲۰۰۲ آلبوم "Okyanus" را بیرون داد. آلبوم "Okyanus" چهارمین آلبوم پرشنوندهٔ سال ۲۰۰۲ شد.
در سال ۲۰۰۴ آلبوم جدیدش را با نام BENİ UNUT- ÇAKRA به بازار عرضه کرد که این آلبوم بااستقبال خیلی خوبی روبه رو شد و به رغم آمار بالای کپی برداری غیرمجاز از این آلبوم بیشترین فروش را در سال ۲۰۰۴ از آن خود کرد.
سردار اورتاچ در اولین روزهای سال ۲۰۰۵ کتابی با نام BU ŞARKILAR KİMİN İÇİN (این آهنگ‌ها برای کیست) را عرضه کرد این کتاب در بردارنده خاطرات او و داستان‌های حقیقی اشعارش و اشعار مادرش می‌باشد.
سردار در سنین ۵۱ سالکی است و تا کنون آثار به جا ماندنی را به دنیای هنر و به مردم عرضه و معرفی نموده است خودتان تخمین بزنید با توجه به سال‌های اتی که از عمر او باقیست چه کارهای عالی ارایه خواهد داد
نا گفته نماند که سردار به هوادارانش بسیار اهمیت می‌دهد و بیشتر وقت خود را صرف گفتگوها و نظرات آن‌ها می‌کند.
از آنجایی که سردار خیلی دوستدار کودک است در مکانی به نام شیشلی واقع در استانبول پارکی به نام خودش ایجاد نموده و به گفته خود در آینده نزدیک مهد کودک و مدرسه‌ای با نام خود ایجاد خواهد کرد.
سردار اورتاج نه‌تنها یک خواننده موفق است، بلکه به‌عنوان ترانه‌سرا و آهنگساز نیز آثار ماندگاری خلق کرده است. همکاری‌های او با هنرمندان دیگر ترکیه و حتی بین‌المللی نشان‌دهنده دیدگاه باز و نوآورانه او در عرصه موسیقی است. بسیاری از طرفداران، آثار او را از طریق پلتفرم‌های موسیقی آنلاین و فروشگاه‌های معتبر موسیقی دنبال می‌کنند. اگر به دنبال کشف آثار او هستید، "موزیک استور" یکی از بهترین گزینه‌ها برای دسترسی به موسیقی‌های او است که مجموعه‌ای کامل از آلبوم‌های این هنرمند را ارائه می‌دهد.

## جوایز
- ۱۹۹۴ برنده جایزه شبکه تلویزیونی کرال به علت هنرمند موفق
- ۱۹۹۷ انتخاب ترانه PADİŞAH که به سیبل جان تقدیم نموده بود به عنوان محبوب‌ترین ترانه توسط مردم
- ۱۹۹۹ برنده جایزه پروانه طلایی به علت هنرمند موفق
- ۲۰۰۰ برنده جایزه شبکه تلویزیونی کرال به عنوان بهترین هنرمند مرد در عرصه موسیقی POP
- ۲۰۰۳ برنده جایزه اسکار رادیو و تلویزیون به خاطر برنامه تلویزیونی " همه با هم با SERDAR ORTAC"
- ۲۰۰۴برنده جایزه MGD به خاطر بهترین هنرمند POP
- ۲۰۰۴ برنده جایزه شبکه تلویزیونی کرال به عنوان بهترین هنرمند مرد در عرصه موسیقی POP
- ۲۰۰۴ برنده جایزه شبکه تلویزیونی کرال به عنوان پر فروشترین آلبوم از این هنرمند
- ۲۰۰۶ برنده جایزه شبکه تلویزیونی کرال به عنوان بهترین کلیپ ویدئویی GİTME
- ۲۰۰۷ برنده جوایز پروانهٔ طلایی به عنوان بهترین خواننده POP
- ۲۰۰۸ برنده جایزه پر فروش‌ترین آلبوم NEFES
- ۲۰۰۸ برنده جایزه شبکه تلویزیونی کرال به عنوان بهترین هنرمند در عرصه موسیقی POP
- ۲۰۰۹ برنده جایزه پروانه طلایی به علت هنرمند موفق

## آلبوم‌ها

### آلبوم‌ها
| سال  | تاریخ انتشار    | عنوان اصلی             | ناشر                   | فروش (تعداد نسخه)                                   |
| ---- | --------------- | ---------------------- | ---------------------- | --------------------------------------------------- |
| ۱۹۹۴ | ۲ سپتامبر ۱۹۹۴  | برای عشق               | Raks & Marş Müzik      |                                                     |
| ۱۹۹۶ | ۳ مارس ۱۹۹۶     | باران تابستانی         | Raks & Marş Müzik      |                                                     |
| ۱۹۹۷ | ۴ می ۱۹۹۷       | دیوانهٔ عشق             |                        |                                                     |
| ۱۹۹۸ | ۱۵ ژوئن ۱۹۹۸    | مرد شب‌ها               | Raks & Marş Müzik      |                                                     |
| ۱۹۹۹ | ۱۵ سپتامبر ۱۹۹۹ | بدانم که (اگر بدانم)   | Universal & Marş Müzik |                                                     |
| ۲۰۰۱ | ۲۳ نوامبر ۲۰۰۱  | صدای صاحبش             | Universal & Marş Müzik |                                                     |
| ۲۰۰۲ | ۷ ژوئن ۲۰۰۲     | اقیانوس                | Universal & Marş Müzik |                                                     |
| ۲۰۰۴ | ۱۶ آوریل ۲۰۰۴   | فراموشم کن / چاکرا     | Emre Plak              | ۸۱۲٫۵۰۰                                             |
| ۲۰۰۴ | ۱۳ اکتبر ۲۰۰۴   | کلاسیک‌های سردار اورتاچ | Universal Müzik        |                                                     |
| ۲۰۰۶ | ۱ می ۲۰۰۶       | فاصله                  | Emre Plak              | ۴۰۳٫۰۰۰                                             |
| ۲۰۰۷ | ۸ آوریل ۲۰۰۷    | ریمیکس طلایی           | Emre Plak              | ۳۰٫۰۰۰                                              |
| ۲۰۰۸ | ۲ ژوئن ۲۰۰۸     | تنفس (فیلم ۲۰۰۹)       | Emre Plak              | ۳۰۲٫۰۰۰                                             |
| ۲۰۰۹ | ۱۹ مارس ۲۰۰۹    | ریمیکس طلایی ۲۰۰۹      | Emre Plak              | ۴۹٫۷۰۰                                              |
| ۲۰۱۰ | ۲۰ می ۲۰۱۰      | گربهٔ سیاه              | Emre Plak              | در سه ساعت اول روز اول انتشار ۱۱۰٫۰۰۰ نسخه فروش رفت |
| ۲۰۱۱ | ۲۰ می ۲۰۱۱      | رمیکس طلایی ۲۰۱۱       |                        |                                                     |
| ۲۰۱۲ | ۲۰ می ۲۰۱۲      | ریل (حد)               |                        |                                                     |

### کلیپ‌های ویدئویی
- Hadi Git
- Değmez
- Karabiberim
- Aşkın Kitabını
- Zakkum
- Yaz Yağmuru
- Ben Adam Olmam
- Loca Para Amor
- Gamzelim
- Yaz Günü
- Mutsuzsun
- Nar Çiceğim
- Sana Uzandım
- Kara gözlüm
- Nereye
- Asrın Hatası
- Senin Ki
- Bilsem Ki
- Acıları Bitiremedim
- Yar Diye Diye
- Kabahat
- Geceleri Yakıp
- Beni Unut
- Canıma Minnet
- Bebeğim (Suat Aydoğan) Düet
- İsmi Lazım Değil
- Sor
- Dansöz
- Gitme
- Mesafe
- Gel
- Korkma Kalpim (bengu & Serdar Ortac)duet
- Nefes
- Şeytan
- Gram
- Sana Değmez
- Bu Da Geçer
- Hadi Çal
- İki Gözüm
- Ne Zaman(Ahmet Şeker ile)
- hile
- Diyemem (Serdar Ortac & Yildiz Osmanov) duet
- poŞet
- mikrop
- Kolayca
- Elimle 2011
- Asrin Hatasi Remix 2011
- Yorum Yok
- Kalp Boş